# Hranjigovci
Hranjigovci so naselje v Občini Sveti Tomaž.
Hranjigovci so majhna vasica (prvič omenjena 1433) v dolini potoka Lešnice. Prebivalstvo se ukvarja s kmetijstvom.
V vaški grb so vaščani vključili hrgačo – podolgovato tikev (buča), najbolj podobno okrasni buči, ki jo v Prlekiji imenujejo sef ali cug. Lepo posušene in očiščene semen so služile za jemanje pijače iz soda. Danes služijo kot dekoracija.
Konec 90. let je smučarski klub Sveti Tomaž v vasi uredil smučišče Globoki klanec s 527 m dolgo vlečnico, ki je najbolj vzhodno smučišče v Sloveniji.